# Bufali
Bufali település Spanyolországban, Valencia tartományban. Bufali Muro de Alcoy és Albaida községekkel határos. Lakosainak száma 154 fő (2024).

## Népesség
A település népessége az utóbbi években az alábbiak szerint változott:
| Lakosok száma | 197  | 199  | 203  | 187  | 184  | 175  | 163  | 161  | 156  | 154  |
|               | 2001 | 2004 | 2007 | 2009 | 2012 | 2014 | 2017 | 2019 | 2022 | 2024 |